# Bembecia tshimgana
Bembecia tshimgana is een vlinder uit de familie wespvlinders (Sesiidae), onderfamilie Sesiinae.
Bembecia tshimgana is voor het eerst wetenschappelijk beschreven door Sheljuzhko in 1935. De soort komt voor in het Palearctisch gebied.